# Filip Král
Filip Král (* 20. října 1999 Blansko) je profesionální český hokejový obránce, který byl v roce 2018 draftovaný klubem Toronto Maple Leafs. Nyní hraje za HC Kometa Brno. 

## Hráčská kariéra
Král je odchovancem brněnské Komety, za kterou nastupoval ve všech mládežnických kategoriích a to až dokud si v sezóně 2016/17 nezahrál v extralize dospělých. S hokejem však začínal v Blansku. Kometa však měla nabitou soupisku kvalitními obránci a tak Král nedostával příliš prostoru a byl odesílán na střídavé starty do Třebíče. Ještě před tím však v sezóně 2015/16 zvítězil s Kometou v kategorii staršího dorostu a Král pomohl týmu 29 asistencemi, což byl nejlepší výsledek obránce v lize. Startoval s českou reprezentací do 18 let na Memoriálu Ivana Hlinky 2016, který vyhráli a poté hrál i na světovém poháru do 17 let 2016. Následovala příležitost u reprezentace do 18 let na světovém šampionátu do 18 let 2017. V 5 utkáních play-off extraligy dospělých 2017 pomohl Kometě k českému titulu. Díky úspěchům jej v CHL Import Draftu 2017 draftoval americký juniorský tým Spokane Chiefs, do kterého odešel před sezónou 2017/18 hrát ligu WHL. Na přelomu let 2017 a 2018 hrál na juniorském šampionátu v americkém Buffalu. Skauti NHL tohoto ofenzivního obránce doporučovali do výběru ve 3. kole draftu NHL 2018. 1. dubna 2020 podepsal svoji první NHL smlouvu s Toronto Maple Leafs . V sezóně 2020/2021 začal hrát v Česku v Chance Liga v Přerově (kvůli Covidu),kde odehrál 8 zápasů, odkud si odnesl 2 góly a 8 asistencí. Ještě na podzim si jej vytáhla extraligová HC Kometa Brno, kde odehrál 48 zápasů v základní části se 21 body, v play-off odehrál 9 zápasů se 6 body. Po vypadnutí v play-off odletěl dohrát sezónu do Toronta, kde byl v roce 2018 draftován NHL klubem Toronto Maple Leafs . Na Farmě odehrál 10 zápasů.
V sezóně 2021/2022 si za Toronto Marlies zahrál v 58 zápasech s 21 body a překonal klubový historický rekord v počtu asistencí za jednu třetinu. Podařilo se mu získat 4 asistence.
V sezóně 2022/2023 se mu vydařil přípravný NHL Camp a 29. října 2022 si vybojoval svůj NHL debut za Toronto Maple Leafs v zápase proti Los Angeles Kings. V červenci 2023 podepsal roční smlouvu s finským klubem Pelicans Lahti.V roce 2025 se vrátil zpět do brněnské Komety.

## Úspěchy

### Individuální úspěchy
- 2015/16 – Nejlepší nahrávač mezi obránci NOEN extraligy staršího dorostu.
- 2023/24 – Trofej Mattiho Keinonena pro nejefektivnějšího hráče finské Liigy.

### Kolektivní úspěchy
- 2015/16 – Vítěz extraligy staršího dorostu s Kometou Brno.
- 2016 – Vítězství na Memoriálu Ivana Hlinky.
- 2016/17 – Titul v české extralize s Kometou Brno.

## Statistiky

### Klubové statistiky
| Sezóna      | Klub                     | Soutěž      |    | Základní část | Základní část | Základní část | Základní část | Základní část |   | Play off | Play off | Play off | Play off | Play off |
| Sezóna      | Klub                     | Soutěž      | Z  | G             | A             | B             | TM            | Z             | G | A        | B        | TM       |          |          |
| 2016–17     | HC Kometa Brno           | DHL         | 13 | 4             | 6             | 10            | 10            | 6             | 3 | 7        | 10       | 2        |          |          |
| 2016–17     | HC Kometa Brno           | ELH         | 23 | 0             | 2             | 2             | 2             | 5             | 0 | 0        | 0        | 0        |          |          |
| 2016–17     | SK Horácká Slavia Třebíč | 1.ČHL       | 12 | 1             | 1             | 2             | 6             | —             | — | —        | —        | —        |          |          |
| 2017–18     | HC Kometa Brno           | ELH         | 4  | 0             | 0             | 0             | 0             | —             | — | —        | —        | —        |          |          |
| 2017–18     | SK Horácká Slavia Třebíč | 1.ČHL       | 3  | 0             | 0             | 0             | 2             | —             | — | —        | —        | —        |          |          |
| 2017–18     | Spokane Chiefs           | WHL         | 54 | 9             | 26            | 35            | 24            | 5             | 0 | 0        | 0        | 0        |          |          |
| 2018–19     | Spokane Chiefs           | WHL         | 47 | 10            | 26            | 36            | 14            | 12            | 0 | 2        | 2        | 4        |          |          |
| 2019–20     | Spokane Chiefs           | WHL         | 53 | 12            | 37            | 49            | 8             | —             | — | —        | —        | —        |          |          |
| 2020–21     | HC Zubr Přerov           | 1.ČHL       | 7  | 2             | 8             | 10            | 4             | —             | — | —        | —        | —        |          |          |
| 2020–21     | HC Kometa Brno           | ELH         | 48 | 6             | 15            | 21            | 12            | 9             | 1 | 5        | 6        | 4        |          |          |
| 2020–21     | Toronto Marlies          | AHL         | 10 | 2             | 0             | 2             | 0             | —             | — | —        | —        | —        |          |          |
| 2021–22     | Toronto Marlies          | AHL         | 58 | 3             | 18            | 21            | 24            | —             | — | —        | —        | —        |          |          |
| 2022–23     | Toronto Marlies          | AHL         | 24 | 2             | 4             | 6             | 6             | —             | — | —        | —        | —        |          |          |
| 2022–23     | Toronto Maple Leafs      | NHL         | 2  | 0             | 0             | 0             | 2             | —             | — | —        | —        | —        |          |          |
| 2023–24     | Pelicans Lahti           | Liiga       | 46 | 5             | 32            | 37            | 10            | 17            | 1 | 7        | 8        | 8        |          |          |
| ELH celkově | ELH celkově              | ELH celkově | 75 | 6             | 17            | 23            | 14            | 14            | 1 | 5        | 6        | 4        |          |          |
| NHL celkově | NHL celkově              | NHL celkově | 2  | 0             | 0             | 0             | 2             | —             | — | —        | —        | —        |          |          |